# Alnaelva

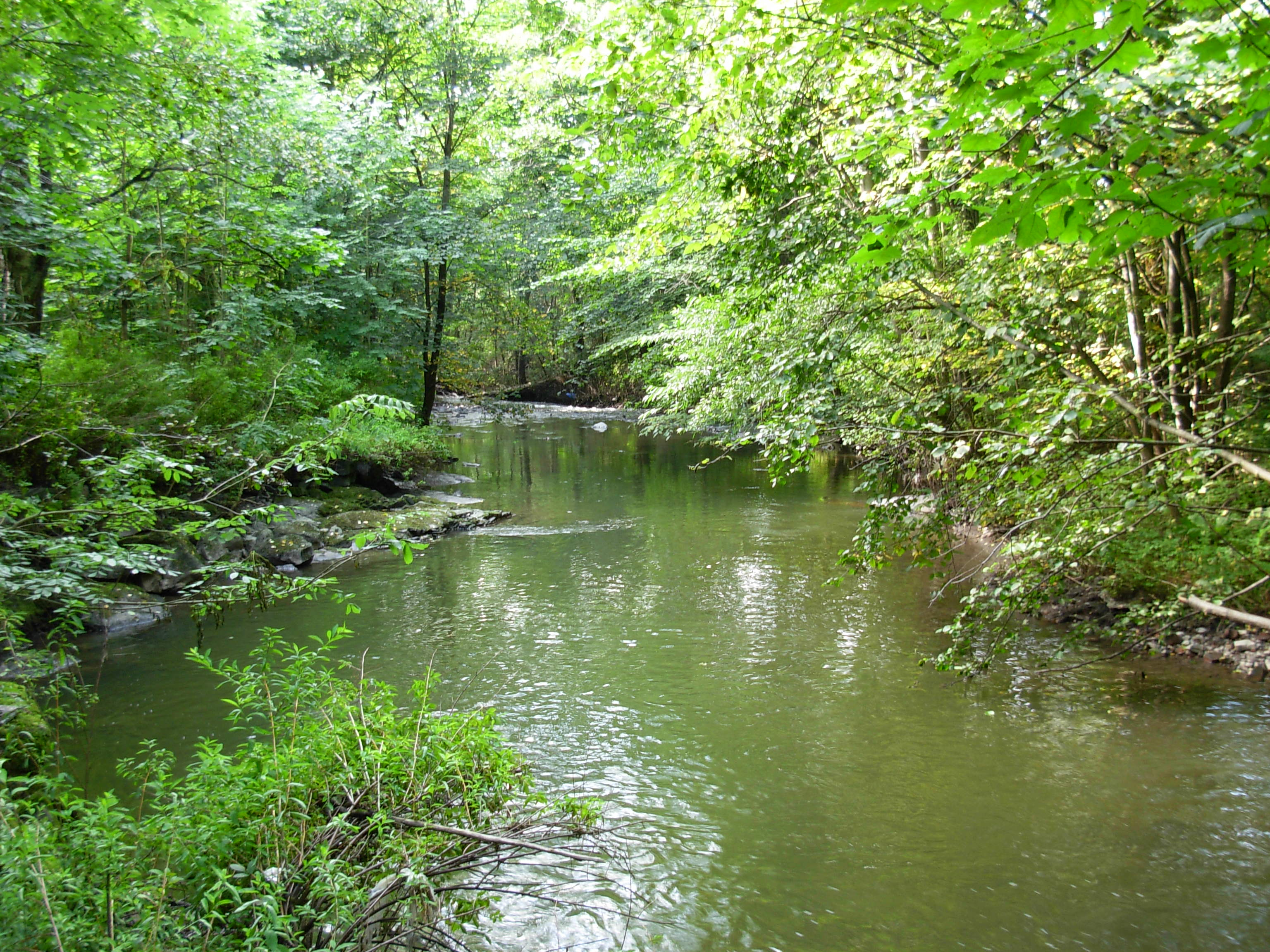
Svartdalen.

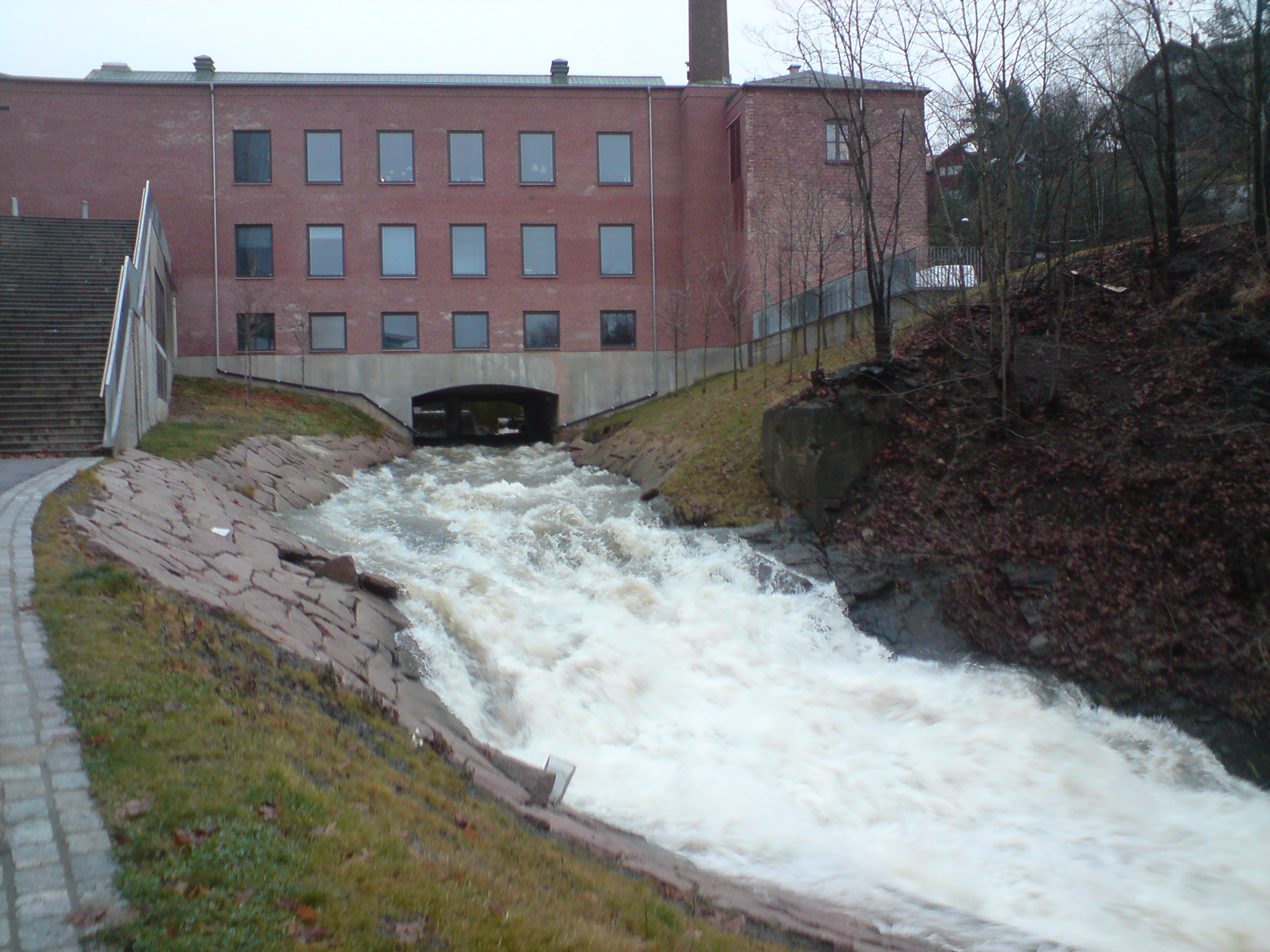
Brynfoss.

"Alnaelva", también conocido como "Alna" o "Loelva", es un río que atraviesa la ciudad de Oslo (Noruega) desde el lago Alnsjøen hasta el fiordo de Oslo, en Bjørvika. También drena Breisjøen, Steinbruvann, Tokerudbekken y Østensjøvannet. Grandes sectores de la descarga fluvial en las alcantarillas y el río están muy contaminados, en parte porque se utiliza como alcantarillado de dichas localidades.

## Terminología
El nombre ha cambiado en términos de pronunciación y estilo de escritura. La pronunciación oral convencional es ahora Ærna, pero en las fuentes escritas encontramos otros nombres como, "Alne" y "Elna".[cita requerida] Varios nombres de los lugares tradicionales cerca del río llevan el prefijo aln-.